# Manfred Jansen (Fußballspieler, 1927)
Manfred Jansen (* 3. Februar 1927 in Oberbruch; † 2002 in Übach-Palenberg), auch „Fred“ gerufen, war ein deutscher Fußballspieler. Für Alemannia Aachen absolvierte der Defensivspieler von 1949 bis 1960 in der seinerzeit erstklassigen Oberliga West 267 Punktspiele, in denen er 19 Tore erzielte.

## Karriere
Jansen spielte bis 1949 für SV 09 Scherpenseel, bevor er zu Alemannia Aachen wechselte und dort Vertragsspieler wurde. Für Aachen kam der Mittelfeld- und Abwehrspieler in elf Jahren zu 267 Einsätzen und 19 Toren in der damals erstklassigen Oberliga West. Zudem trug er durch drei Tore bei sieben Einsätzen in der Relegationsrunde 1951 zum Klassenerhalt von Aachen in der Oberliga bei. 1953 gehörte Jansen zur Startformation, die im DFB-Pokalfinale am 1. Mai 1953 im Düsseldorfer Rheinstadion Rot-Weiss Essen mit 1:2 (0:2) unterlag.
Der Mann aus Scherpenseel debütierte am 11. September 1949 beim 2:2-Heimremis gegen Vohwinkel 80 bei Aachen in der Oberliga West. Er spielte im damaligen WM-System an der Seite des Altnationalspielers Reinhold Münzenberg linker Außenläufer und im Angriff stürmten Jupp Derwall und Bert Schütt. Dreimal kam er mit den schwarz-gelben „Kartoffelkäfern“ in der Westliga auf den dritten Rang: 1951/52, 1955/56 und 1957/58. Im Spieljahr 1955/56 vergaben Jansen und seine Mitspieler am letzten Spieltag, den 29. April 1956, durch ein 0:0-Heimremis gegen Westfalia Herne den Einzug in die Endrunde um die deutsche Fußballmeisterschaft. Der FC Schalke 04 gewann zeitgleich mit 1:0 bei Preußen Münster und zog durch das bessere Torverhältnis an Aachen vorbei. Jansen war die Zuverlässigkeit in Person und führt als Rekordspieler mit 267 Einsätzen die Alemannia-Rangliste in der Oberliga West an. Es folgen Jupp Martinelli mit 255, Michael Pfeiffer (238), Hans Coenen (209), Matthias Roßbach (207) und Torhüter Helmut Schiffer mit 206 Oberligaeinsätzen.
Sein letztes Oberligaspiel bestritt der 32-jährige Jansen am 27. Dezember 1959 beim 3:3-Heimremis gegen Borussia Mönchengladbach. Im Sommer 1960 beendete Fred Jansen seine Laufbahn als Vertragsspieler bei Alemannia Aachen und war anschließend als Spielertrainer erneut für Scherpenseel aktiv. Sein Sohn Manfred spielte von 1975 bis 1984 in der 2. Fußball-Bundesliga ebenfalls für Alemannia Aachen.